# إريك بويل
إريك بويل (بالإنجليزية: Erik Buell)‏ هو مهندس وشخصية أعمال أمريكي، ولد في 2 أبريل 1950 في بيتسبرغ في الولايات المتحدة.